# Pterogenia subcruciata
Pterogenia subcruciata är en tvåvingeart som beskrevs av Frey 1930. Pterogenia subcruciata ingår i släktet Pterogenia och familjen bredmunsflugor. Inga underarter finns listade i Catalogue of Life.